# Robert Blumofe
Robert David Blumofe (né en 1964) est un informaticien américain.

## Biographie
Son père, Robert F. Blumofe, était directeur de production chez United Artists et il est le petit-fils maternel de Jack Benny. Blumofe a étudié à l'université Brown  avec un B. Sc. obtenu auprès de Andries van Dam, et il a obtenu son doctorat (Ph. D.) en 1995 au Massachusetts Institute of Technology (MIT) sous la supervision de Charles Leiserson (Executing multithreaded programs efficiently). Il a été professeur associé à l'université du Texas à Austin.
Depuis 1999, Robert Blumofe travaille chez Akamai Technologies, une entreprise fondée peu de temps auparavant par son ancien professeur au MIT et où Leiserson alors responsable du développement, et Blumofe a joué un rôle clé dans le développement de produits. De 2004 à 2021, il dirige le département Networks and Operations. En 2022, il est Executive Vice President et Chief Technology Officer.

## Activité de recherche
Il travaille sur  des algorithmes et des systèmes de traitement de données hautement distribués et parallèles. En 1999, il est Sloan Research Fellow, boursier de la Alfred P. Sloan Foundation. En 2013, il reçoit le prix Paris-Kanellakis avec Charles E. Leiserson pour avoir développé des algorithmes de « vol de travail » (work stealing) aléatoires simples, robustes et efficaces pour le calcul parallèle ; dans ces algorithmes un processeur inactif peut reprend le travail à un autre processeur, le déchargeant ainsi. Ces algorithmes ont été largement utilisés (y compris dans les versions récentes de Java, les ramasse-miettes de compilateurs et dans Microsoft Visual Studio). Leur environnement de programmation Cilk est, par exemple, implémenté dans le compilateur Intel C/C++ et dans d'autres compilateurs (la compagnie Intel a acheté Cilk Arts, une société fondée par Leiserson et al. en 2009).

## Publications (sélection)
- Robert D. Blumofe et Charles E. Leiserson, « Scheduling Multithreaded Computations by Work Stealing », Journal of the ACM, vol. 46, no 5,‎ 1999, p. 720-748.
- Robert D. Blumofe et Charles E. Leiserson, « Space-Efficient Scheduling of Multithreaded Computations », SIAM Journal on Computing, vol. 27, no 1,‎ 1998, p. 202-229.
- Robert D. Blumofe, Christopher F. Joerg, Bradley C. Kuszmaul, Charles E. Leiserson, Keith H. Randall, Yuli Zhou, « Cilk: An Efficient Multithreaded Runtime System », Journal of Parallel and Distributed Computing, vol. 37, no 1,‎ 1996, p. 55-69.